# Manfred Schröder (Politiker)
Manfred Schröder (* 26. April 1940 in Rambow) ist Diplom-Landwirt und Diplom-Meliorationsingenieur. Von 1971 bis 1976 war er Mitglied der Volkskammer der Deutschen Demokratischen Republik (DDR) und baute ab 1990 die Treuhandanstalt sowie ab 1992 die Bodenverwertungs- und -verwaltungsgesellschaft (BVVG) mit auf.

## Leben
Schröder, Sohn eines Landwirts, besuchte die Oberschule und legte 1958 sein Abitur ab. Von 1958 bis 1968 studierte er an der Universität Rostock, wo er zunächst sein Diplom in Landwirtschaft, danach im Fernstudium sein Diplom als Meliorationsingenieur erwarb. Von 1964 bis 1974 leitete er die Meliorationsgenossenschaft Neuhaus/Elbe (heute Amt Neuhaus). Schröder trat 1965 der National-Demokratischen Partei Deutschlands (NDPD) und dem Freien Deutschen Gewerkschaftsbund (FDGB) bei. Seit 1968 war er Mitglied des RNL (Rat für landwirtschaftliche Produktion und Nahrungsgüterwirtschaft) der DDR und des Staatlichen Komitees für Meliorationen beim RLN der DDR. 1971 wurde er zum Abgeordneten der Volkskammer und Mitglied des Ausschusses für Landwirtschaft, Forstwirtschaft und Nahrungsgüterwirtschaft gewählt. Er erhielt die Medaille für ausgezeichnete Leistungen.
Er ist seit 1967 verheiratet und Vater von zwei Kindern. Im Jahr 1974 zog er mit seiner Familie nach Frankfurt (Oder), wo er in den Rat des Bezirkes berufen wurde. Hier wirkte er als Mitglied des Rates für Wohnungswirtschaft und hatte die Funktion als stellvertretender Vorsitzender des Rates des Bezirkes bis 1990 inne.
Als im Frühjahr 1990 die Treuhandanstalt geschaffen wurde – zunächst als DDR-Behörde, später als Privatisierungsagentur –, zählte Schröder als Sachverständiger zu ihren ersten Mitarbeitern, baute ab dem 1. Mai 1990 die Außenstelle Frankfurt (Oder) auf und wirkte als deren Leiter bis 1992.
Ab Juli 1992 wechselte er nach Cottbus als Direktor der Bodenverwertungs- und -verwaltungsgesellschaft (BVVG), einer Treuhand-Tochter. Auch diese Behörde baute er ab dem Tag ihrer Gründung am 1. Juli 1992 mit auf. Unter seiner Leitung erfolgte die Privatisierung ehemals volkseigener Land- und Forstwirtschaftsflächen in den Landkreisen Elbe-Elster, Oberspreewald-Lausitz, Spree-Neiße, Dahme-Spree, Oder-Spree und Märkisch-Oderland. Bis April 2005, als Schröder nach zwölf Jahren in den Ruhestand wechselte, wurden mehr als zwei Drittel des zu privatisierenden Waldes und ein Viertel des Acker- und Grünlandes verkauft.